# 張喬檜
張喬檜（？—？），字行節，號羅山，福建泉州府晉江縣人，竈籍，明朝政治人物。

## 生平
嘉靖二十二年（1543年）癸卯科福建鄉試第二十四名舉人。嘉靖三十二年（1553年）中式癸丑科會試第一百三十八名，三甲第一百二十七名進士。兵部观政，授直隶苏州府推官，起复补淮安府。

## 家族
曾祖張通乾；祖父張繹章；父張文璽。前母蔡氏；母趙氏。兄喬椿、乔松；弟乔梓。